# Chattahoochee
Chattahoochee es una ciudad ubicada en el condado de Gadsden en el estado estadounidense de Florida. En el Censo de 2010 tenía una población de 3652 habitantes y una densidad poblacional de 249,08 personas por km².

## Geografía
Chattahoochee se encuentra ubicada en las coordenadas 30°41′54″N 84°49′50″O / 30.69833, -84.83056. Según la Oficina del Censo de los Estados Unidos, Chattahoochee tiene una superficie total de 14.66 km², de la cual 14.18 km² corresponden a tierra firme y (3.3 %) 0.48 km² es agua.

## Demografía
Según el censo de 2010, había 3652 personas residiendo en Chattahoochee. La densidad de población era de 249,08 hab./km². De los 3652 habitantes, Chattahoochee estaba compuesto por el 44.58 % blancos, el 51.51 % eran afroamericanos, el 0.22 % eran amerindios, el 1.04 % eran asiáticos, el 0 % eran isleños del Pacífico, el 1.45 % eran de otras razas y el 1.2 % pertenecían a dos o más razas. Del total de la población el 3.7 % eran hispanos o latinos de cualquier raza.